# Magneux (Marne)
Pour les articles homonymes, voir Magneux.
Magneux est une commune française, située dans le département de la Marne en région Grand Est.

## Géographie

### Localisation
Magneux se trouve au nord-ouest du département de la Marne, en région Grand Est. La commune appartient à la région agricole du Tardenois.
La commune de Magneux s'étend sur une superficie de 319 hectares, dans la vallée de la Vesle. Sur son territoire, l'altitude varie de 63 à 182 mètres. Le relief s'élève progressivement depuis les rives de la Vesle, rivière qui délimite le territoire communal au nord, jusqu'à la limite sud de la commune.
Par la route, Magneux se situe à 72 km de Châlons-en-Champagne, préfecture du département, à 25 km de Reims, sous-préfecture, et à 4 km de Fismes, bureau centralisateur du canton de Fismes-Montagne de Reims dont dépend Magneux depuis 2015. La commune fait en outre partie du bassin de vie de Fismes.
Magneux est limitrophe de 5 communes :
|        | Courlandon |                  |
| Fismes | Magneux    | Breuil-sur-Vesle |
|        | Courville  | Unchair          |

### Hydrographie

#### Réseau hydrographique
La commune est dans la région hydrographique « la Seine du confluent de l'Oise (inclus) à l'embouchure » au sein du bassin Seine-Normandie. Elle est drainée par la Vesle,.
La Vesle, d'une longueur de 139 km, prend sa source dans la commune de Somme-Vesle et se jette  dans l'Aisne à Ciry-Salsogne, après avoir traversé 52 communes. 

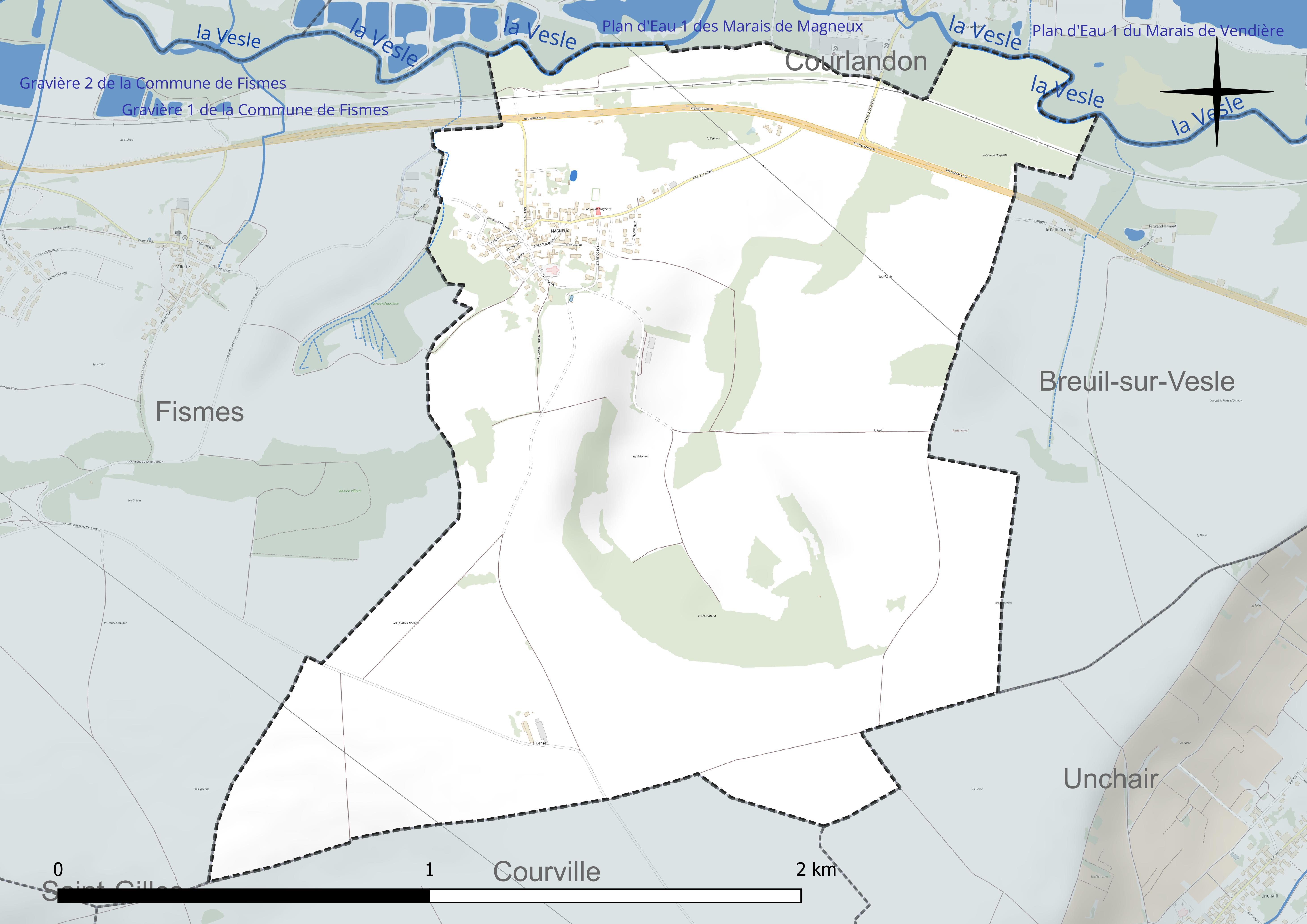
Réseau hydrographique de Magneux.

#### Gestion et qualité des eaux
Le territoire communal est couvert par le schéma d'aménagement et de gestion des eaux (SAGE) « Aisne Vesle Suippe ». Ce document de planification, dont le territoire s’étend sur 3 096 km2 répartis sur trois départements (Aisne, Marne et Ardennes) et deux régions (Champagne-Ardenne et Picardie), a été approuvé le 16 décembre 2013. La structure porteuse de l'élaboration et de la mise en œuvre est le Syndicat d’aménagement des bassins Aisne Vesle Suippe (SIABAVES). 
La qualité des cours d’eau peut être consultée sur un site dédié géré par les agences de l’eau et l’Agence française pour la biodiversité. 

### Climat
Pour des articles plus généraux, voir Climat du Grand Est et Climat de la Marne.
En 2010, le climat de la commune est de type climat océanique dégradé des plaines du Centre et du Nord, selon une étude du Centre national de la recherche scientifique s'appuyant sur une série de données couvrant la période 1971-2000. En 2020, Météo-France publie une typologie des climats de la France métropolitaine dans laquelle la commune est exposée à un climat océanique altéré et est dans la région climatique  Nord-est du bassin Parisien, caractérisée par un ensoleillement médiocre, une pluviométrie moyenne régulièrement répartie au cours de l’année et un hiver froid (3 °C). 
Pour la période 1971-2000, la température annuelle moyenne est de 10,4 °C, avec une amplitude thermique annuelle de 15,5 °C. Le cumul annuel moyen de précipitations est de 695 mm, avec 12,2 jours de précipitations en janvier et 8,5 jours en juillet. Pour la période 1991-2020, la température moyenne annuelle observée sur la station météorologique de Météo-France la plus proche, « Braine », sur la commune de Braine à 14 km à vol d'oiseau, est de 11,3 °C et le cumul annuel moyen de précipitations est de 662,7 mm. 
La température maximale relevée sur cette station est de 42,1 °C, atteinte le 25 juillet 2019 ; la température minimale est de −15,7 °C, atteinte le 1er janvier 1997,,. 
Les paramètres climatiques de la commune ont été estimés pour le milieu du siècle (2041-2070) selon différents scénarios d'émission de gaz à effet de serre à partir des nouvelles projections climatiques de référence DRIAS-2020. Ils sont consultables sur un site dédié publié par Météo-France en novembre 2022.

## Urbanisme

### Typologie
Au 1er janvier 2024, Magneux est catégorisée commune rurale à habitat dispersé, selon la nouvelle grille communale de densité à sept niveaux définie par l'Insee en 2022.
Elle est située hors unité urbaine. Par ailleurs la commune fait partie de l'aire d'attraction de Reims, dont elle est une commune de la couronne,. Cette aire, qui regroupe 294 communes, est catégorisée dans les aires de 200 000 à moins de 700 000 habitants,.

### Occupation des sols
L'occupation des sols de la commune, telle qu'elle ressort de la base de données européenne d’occupation biophysique des sols Corine Land Cover (CLC), est marquée par l'importance des territoires agricoles (81,6 % en 2018), une proportion identique à celle de 1990 (81,6 %). La répartition détaillée en 2018 est la suivante : 
terres arables (74,1 %), forêts (18,4 %), zones agricoles hétérogènes (7,5 %). L'évolution de l’occupation des sols de la commune et de ses infrastructures peut être observée sur les différentes représentations cartographiques du territoire : la carte de Cassini (XVIIIe siècle), la carte d'état-major (1820-1866) et les cartes ou photos aériennes de l'IGN pour la période actuelle (1950 à aujourd'hui).

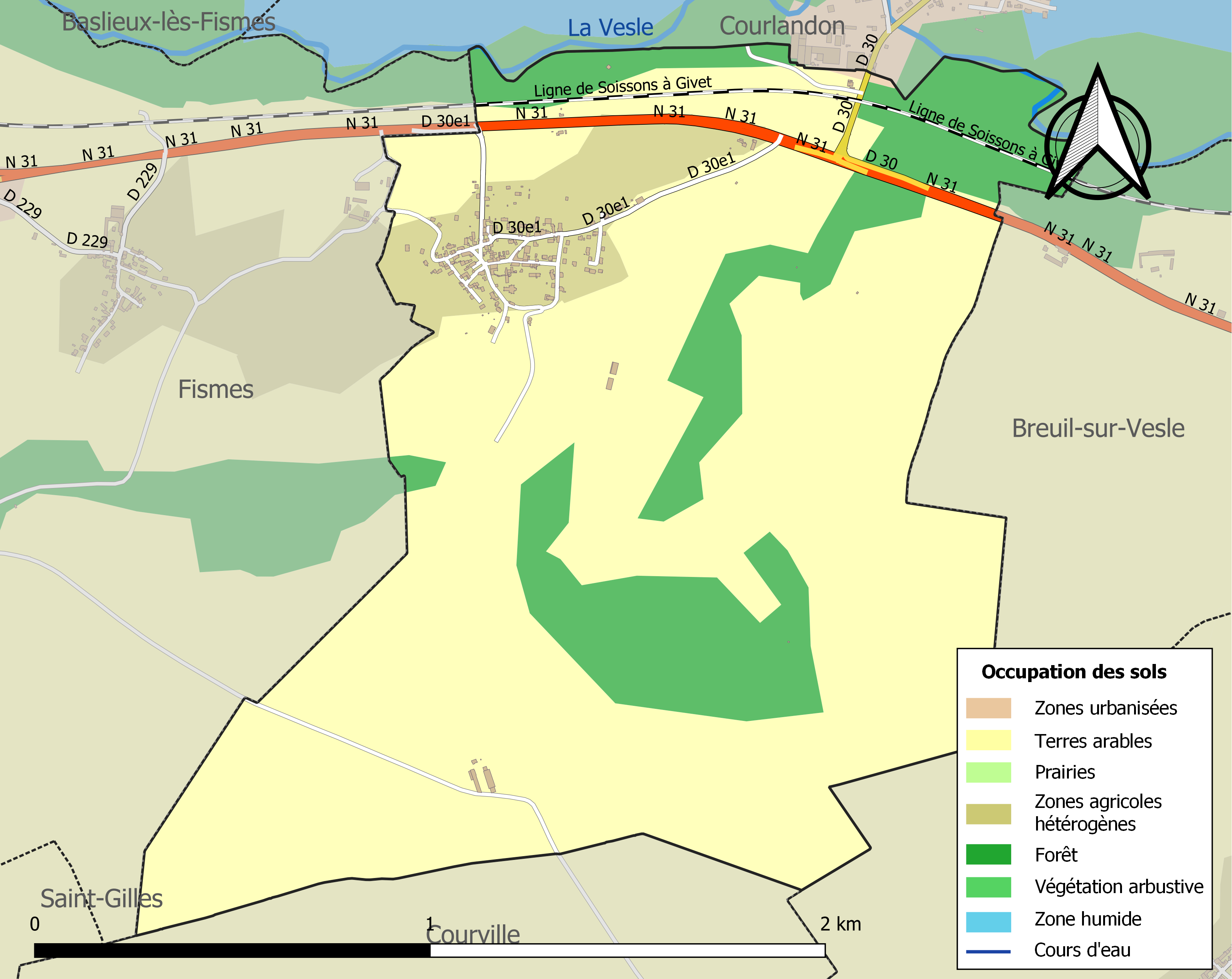
Carte des infrastructures et de l'occupation des sols de la commune en 2018 (CLC).

## Toponymie
Le nom de la localité est attesté sous les formes Masnelia (1154) ; Capella de Masnelibus (1164) ; Maisnils (1181) ; Manul, Maniles (vers 1222) ; Les Maisniex (1255) ; Le Meniuz (1274) ; Les Menix de lez Fymes (1308) ; Manulli (1303-1312) ; Mannulli ante Fimas (1346) ; Esmainieulx de lez Fismes (1384) ; Les Mesgnieux (1392) ; Les Mesneux lez Fismes (1676) ; Les Maisneulx (XVIIe siècle) ; Maigneux lès Fismes (1720).

Magneux est un pluriel déformé de mesnil. Homonymie avec Magneux (Haute-Marne).

## Histoire

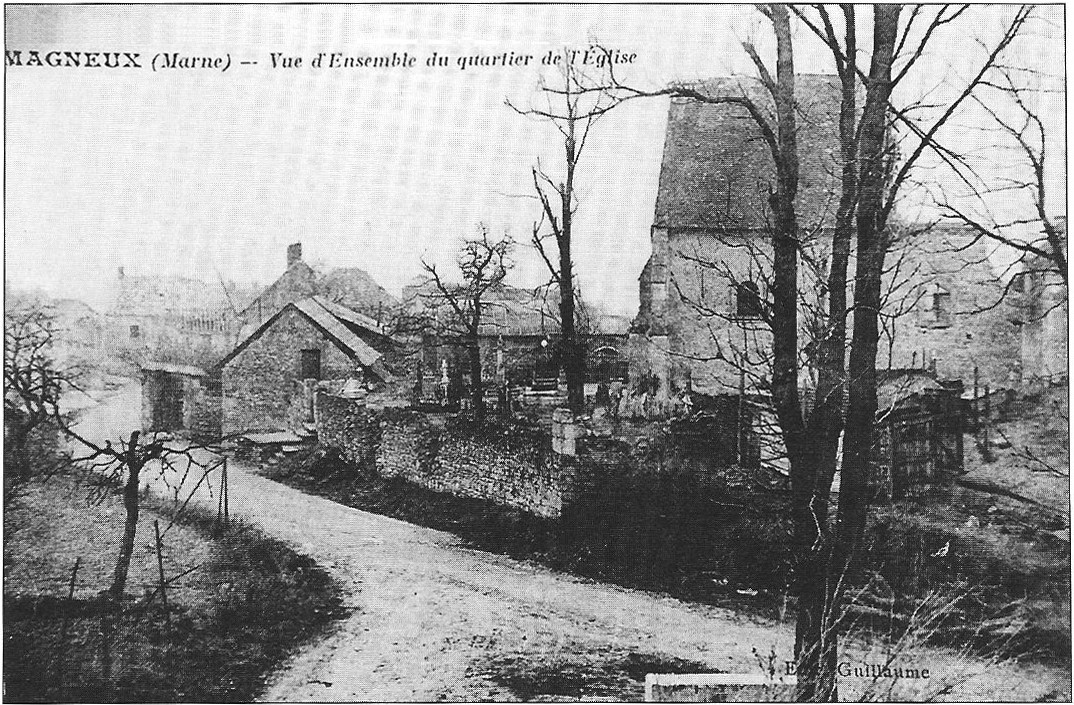
Destructions dues à la Première Guerre mondiale.

### Décorations françaises
Croix de guerre 1914-1918 : 30 mai 1921.

## Politique et administration

### Intercommunalité
La commune, antérieurement membre de la communauté de communes Ardre et Vesle, est membre, depuis le 1er janvier 2014, de la communauté de communes Fismes Ardre et Vesle.
En effet, conformément au schéma départemental de coopération intercommunale de la Marne du 15 décembre 2011, les anciennes communautés de communes CC des Deux Vallées du Canton de Fismes (9 communes) et  CC Ardre et Vesle (11 communes) ont fusionné par arrêté préfectoral du 23 mai 2013, afin de former  à compter du 1er janvier 2014 la nouvelle communauté de communes Fismes Ardre et Vesle.

### Liste des maires
| Période                                  | Période                      | Identité        | Étiquette | Qualité |
| ---------------------------------------- | ---------------------------- | --------------- | --------- | ------- |
| Les données manquantes sont à compléter. |                              |                 |           |         |
| avant 1874                               | après 1876                   | Coulon          |           |         |
| 1879                                     |                              | Guidez          |           |         |
| avant 1988                               | ?                            | Jacques Lesueur |           |         |
| mars 2008                                | 2014                         | Sylvain Dukic   |           |         |
| 2014                                     | En cours (au 4 juillet 2014) | Francky Caron   |           |         |

## Démographie
L'évolution du nombre d'habitants est connue à travers les recensements de la population effectués dans la commune depuis 1793. Pour les communes de moins de 10 000 habitants, une enquête de recensement portant sur toute la population est réalisée tous les cinq ans, les populations de référence des années intermédiaires étant quant à elles estimées par interpolation ou extrapolation. Pour la commune, le premier recensement exhaustif entrant dans le cadre du nouveau dispositif a été réalisé en 2004.

En 2022, la commune comptait 266 habitants, en évolution de −6,01 % par rapport à 2016 (Marne : −1,19 %, France hors Mayotte : +2,11 %).
| 1793 | 1800 | 1806 | 1821 | 1831 | 1836 | 1841 | 1846 | 1851 |
| ---- | ---- | ---- | ---- | ---- | ---- | ---- | ---- | ---- |
| 197  | 239  | 271  | 218  | 305  | 288  | 303  | 291  | 272  |

| 1856 | 1861 | 1866 | 1872 | 1876 | 1881 | 1886 | 1891 | 1896 |
| ---- | ---- | ---- | ---- | ---- | ---- | ---- | ---- | ---- |
| 297  | 289  | 286  | 272  | 290  | 292  | 280  | 275  | 289  |

| 1901 | 1906 | 1911 | 1921 | 1926 | 1931 | 1936 | 1946 | 1954 |
| ---- | ---- | ---- | ---- | ---- | ---- | ---- | ---- | ---- |
| 314  | 319  | 269  | 188  | 215  | 229  | 221  | 202  | 207  |

| 1962 | 1968 | 1975 | 1982 | 1990 | 1999 | 2004 | 2006 | 2009 |
| ---- | ---- | ---- | ---- | ---- | ---- | ---- | ---- | ---- |
| 195  | 186  | 197  | 177  | 200  | 209  | 203  | 207  | 252  |

| 2014 | 2019 | 2022 | - | - | - | - | - | - |
| ---- | ---- | ---- | - | - | - | - | - | - |
| 279  | 271  | 266  | - | - | - | - | - | - |

### Enseignement
Pour les écoles maternelle et élémentaire, la commune dépend du pôle scolaire du village voisin de Courlandon, qui accueille également les enfants des communes de Baslieux-lès-Fismes, Bouvancourt, Breuil-sur-Vesle, Hourges, Romain et Unchair.

## Lieux et monuments

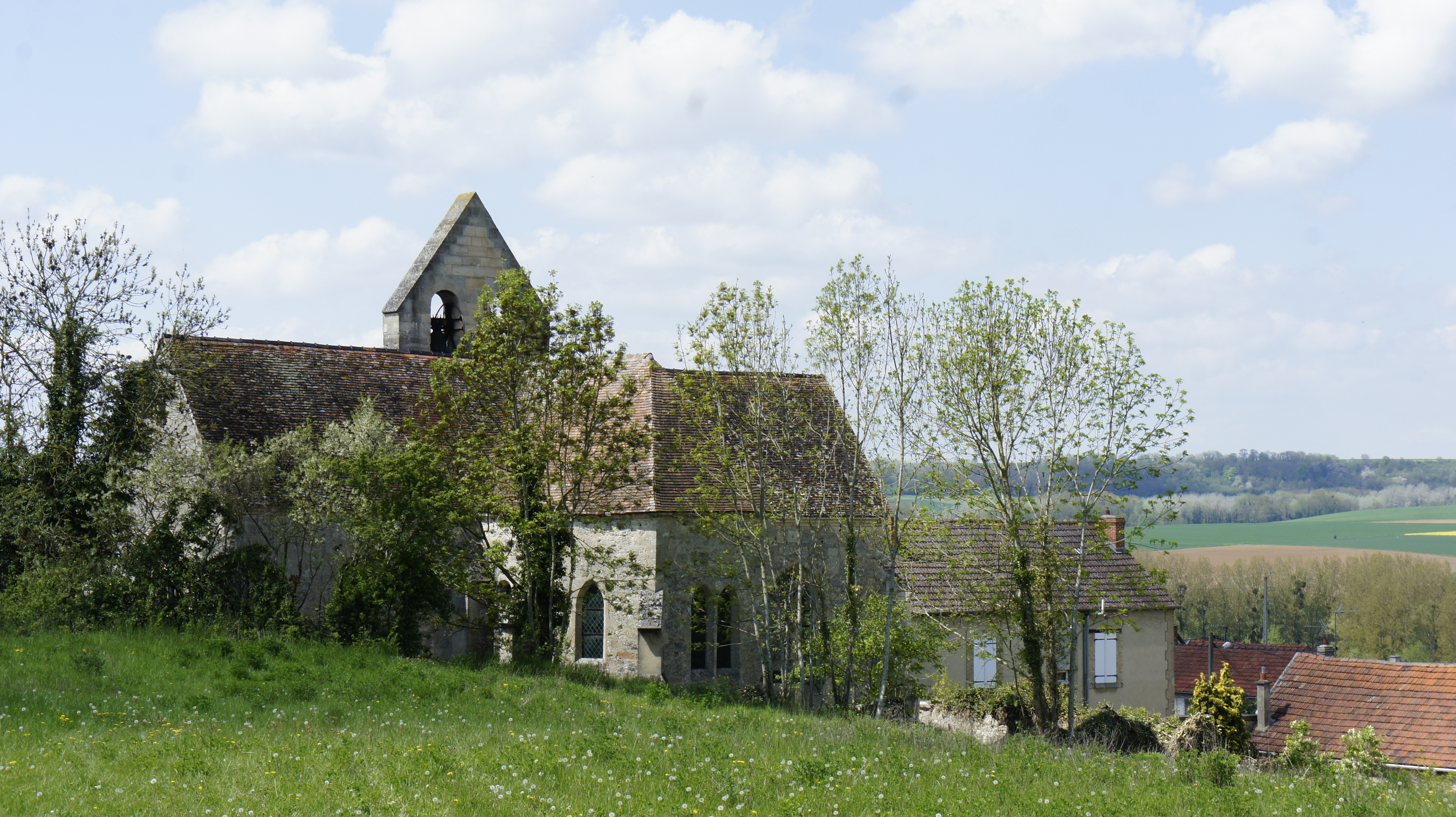
L'église actuellement.

Église Saint-Jean-Baptiste de Magneux du XVe – XVIIe siècle
Inscrite aux monuments historique en 1920
Retable en pierre taillée des Scènes de la Passion, du XVe siècle ; classé le 29 juin 1905
Église du XVe siècle – XVIIe siècle associant deux constructions de styles différents :
La nef, très rustique voire démunie avec son plafond de bois, éclairée de part et d’autre par quatre fenêtres basses et étroites.
Un transept et un chevet octogonal à pans coupés, large et éclairé, de style flamboyant qui tranche radicalement avec la nef. Les piliers sont surmontés de chapiteaux assez naïfs de motifs divers ; feuillage, vignes, personnages allongés supportant un écusson à tête de mort…
On remarquera une belle verrière dans le transept sud, qui fait regretter les vitraux détruits lors de la Première Guerre mondiale.
On notera également six pierres tombales réparties de part et d’autre du transept appartenant aux seigneurs de Magneux et de Tanières ainsi qu’à leurs épouses, présents dans le village jusqu'au Premier Empire.
Enfin signalons un beau retable en pierres taillées de dix tableaux de la Passion du Christ, datant du XVe siècle ; les destructions visibles sur l’ensemble sont imputables au marteau révolutionnaire et aux guerres successives dont fut victime le village.
- Deux lavoirs.